# David Boreanaz
David Patrick Boreanaz (Buffalo, 16 de maio de 1969) é um ator, diretor e produtor norte-americano. Ficou conhecido ao atuar como o vampiro Angel na série Buffy The Vampire Slayer, em seguida o personagem ganhou um spin off, a série homônima Angel. Entre 2005 e 2017, protagonizou a série Bones como o detetive Seeley Booth, ao lado de Emily Deschanel, Michaela Conlin e T.J. Thyne.

## Biografia

### Carreira
David apareceu como ator pela primeira vez em 1993, com uma participação no seriado Married with Children, onde fez o namorado motociclista de Kelly. Após o incentivo de sua primeira esposa Ingrid Quinn, ele fez uma audição e entrou para o elenco de Buffy the Vampire Slayer. Na cultuada série, interpretou o misterioso Angel, um vampiro amaldiçoado com uma alma, como punição por seus pecados passados. Com o sucesso do show e destaque de seu personagem, ele ganhou um spin-off, onde estrelou a homônima  série Angel, lá o personagem teve a chance de evoluir e concentrou-se na batalha do "anjo de redenção" contra os pecados cometidos antes de recuperar a alma. Ele apareceu em Buffy The Vampire Slayer de 1997 até 1999, ano em que saiu para estrelar seu spin-off, Angel foi ao ar até 2004, aparecendo de vez em quando em Buffy The Vampire Slayer até 2003.

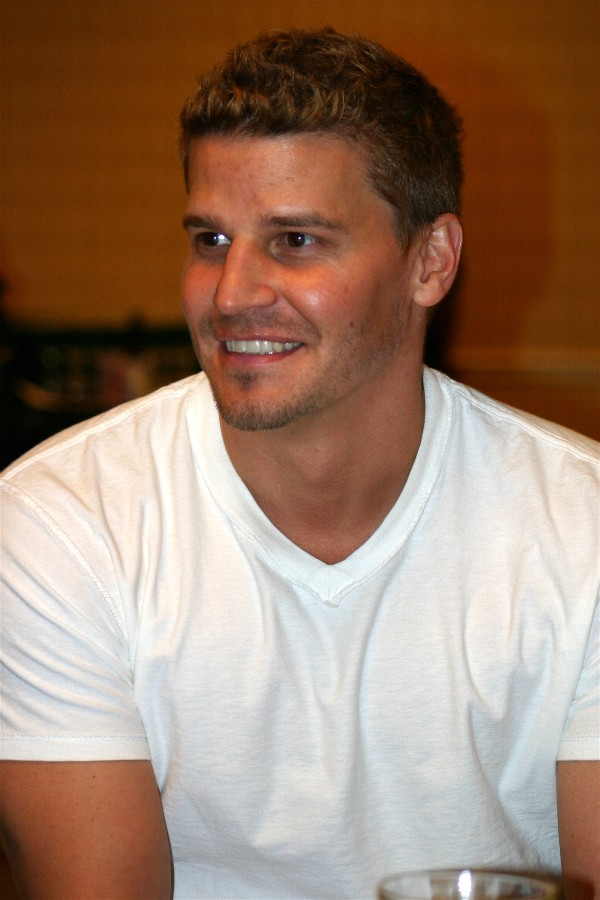
David Boreanaz em 2004, ano em que a série Angel saiu do ar.

David só veio a estrelar no cinema em 2001, no filme de terror Valentine, juntamente com Denise Richards, Marley Shelton e Katherine Heigl. Em 2003, ele apareceu no videoclipe White Flag da  cantora Dido.
Em 2005, começou a atuar em outro grande sucesso, ao lado de Emily Deschanel, Michaela Conlin e T.J. Thyne na série Bones, em horário nobre. Seu personagem é o detetive Seeley Booth, um agente especial que trabalha na Unidade de Investigação de Homicídios do FBI. Ele também atuou no filme canadense These Girls e no filme The Crow: Wicked Prayer. Em 2006, atuou no filme Mr. Fix it e no filme The Hard Easy. Em 2007, atuou no filme Suffering Man's Charity (mais tarde lançado como Ghost Writer).
Em 2008, teve uma participação no desenho animado Justice League: The New Frontier. No final da terceira temporada de Bones, Booth é visto vestido de Clark Kent, o personagem que ele dubla no desenho é o Lanterna Verde. Além de atuar, ele também dirigiu e produziu vários episódios da série, assim como dirigiu os episódios Soul Purpose (temporada 5 de Angel) e Life After Death (temporada 1 de The Finder).

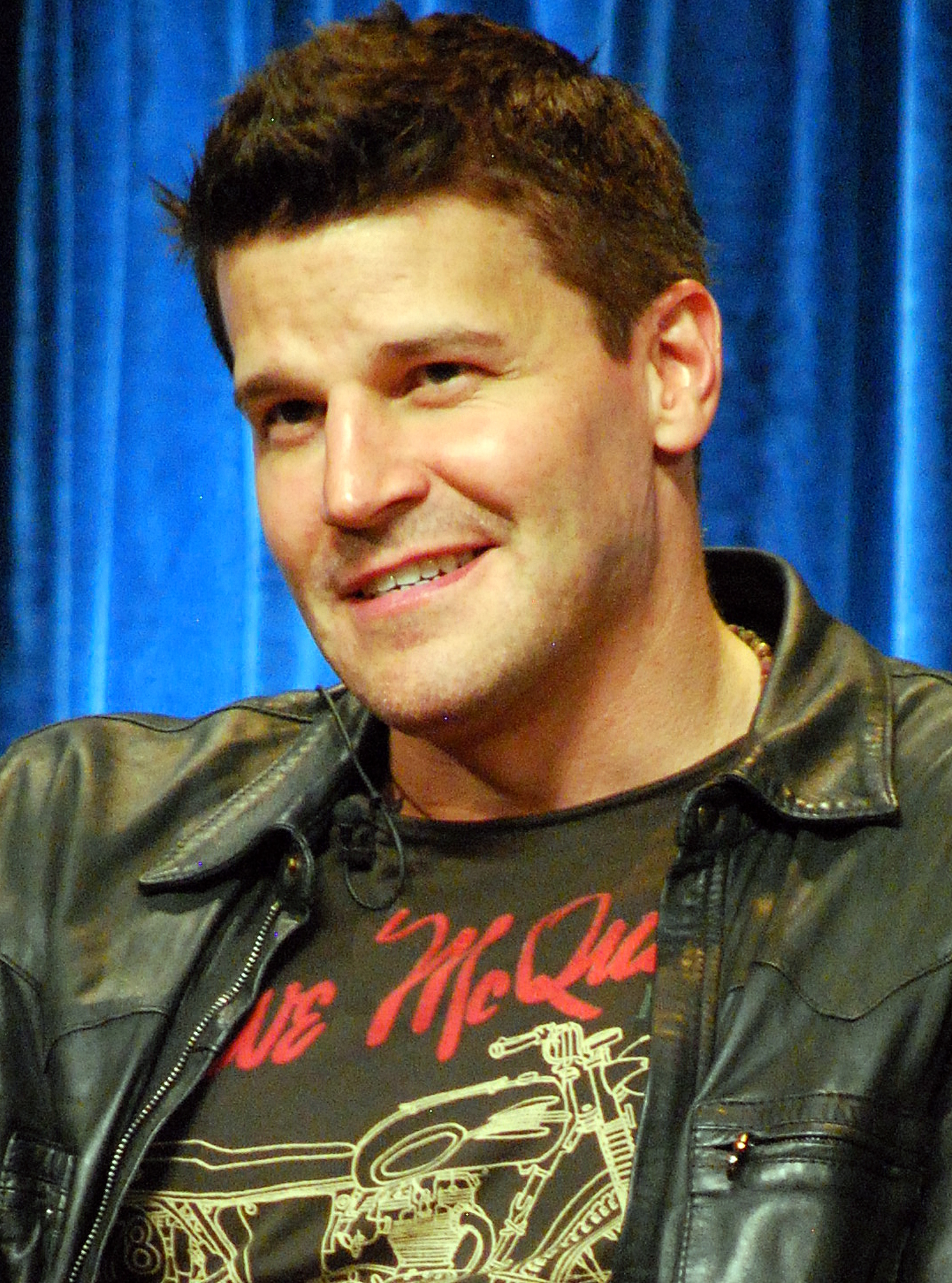
David Boreanaz no PaleyFest em 2012.

### Vida pessoal
David nasceu em Buffalo mas cresceu na Filadélfia, onde seu pai Dave Roberts foi o meteorologista de um canal de TV e sua mãe Patti Boreanaz uma agente de viagens. Ele tem duas irmãs mais velhas, Bo e Beth. Ele é descendente de italianos e eslovenos por parte de pai (o sobrenome Boreanaz é de origem eslovena). Sua mãe é metade eslovaca e parte de ascendência irlandesa, alemã, francesa e suíça.
David cursou o ensino médio na Malvern Preparatory School, no distrito de Malvern, depois foi para a faculdade Ithaca College, na cidade de Ithaca. Após se graduar, mudou-se para Hollywood para prosseguir numa carreira de ator. Ele tem uma irmã chamada Beth Boreanaz, que é uma historiadora e professora de matemática em uma escola de Shipley.
Atualmente mora em Los Angeles, Califórnia. Ele se casou com Ingrid Quinn em 7 de junho de 1997, porém o casamento durou somente até outubro de 1999. Depois se casou com a atriz e modelo Jaime Bergman, com quem vive desde 24 de novembro de 2001. Ele e Jaime têm um filho, Jaden Rayne, nascido em 1 de maio de 2002, e uma filha, Bardot Vita Boreanaz, nascida em 31 de agosto de 2009. Boreanaz é um fã do Pittsburgh Steelers e dos Philadelphia Flyers.

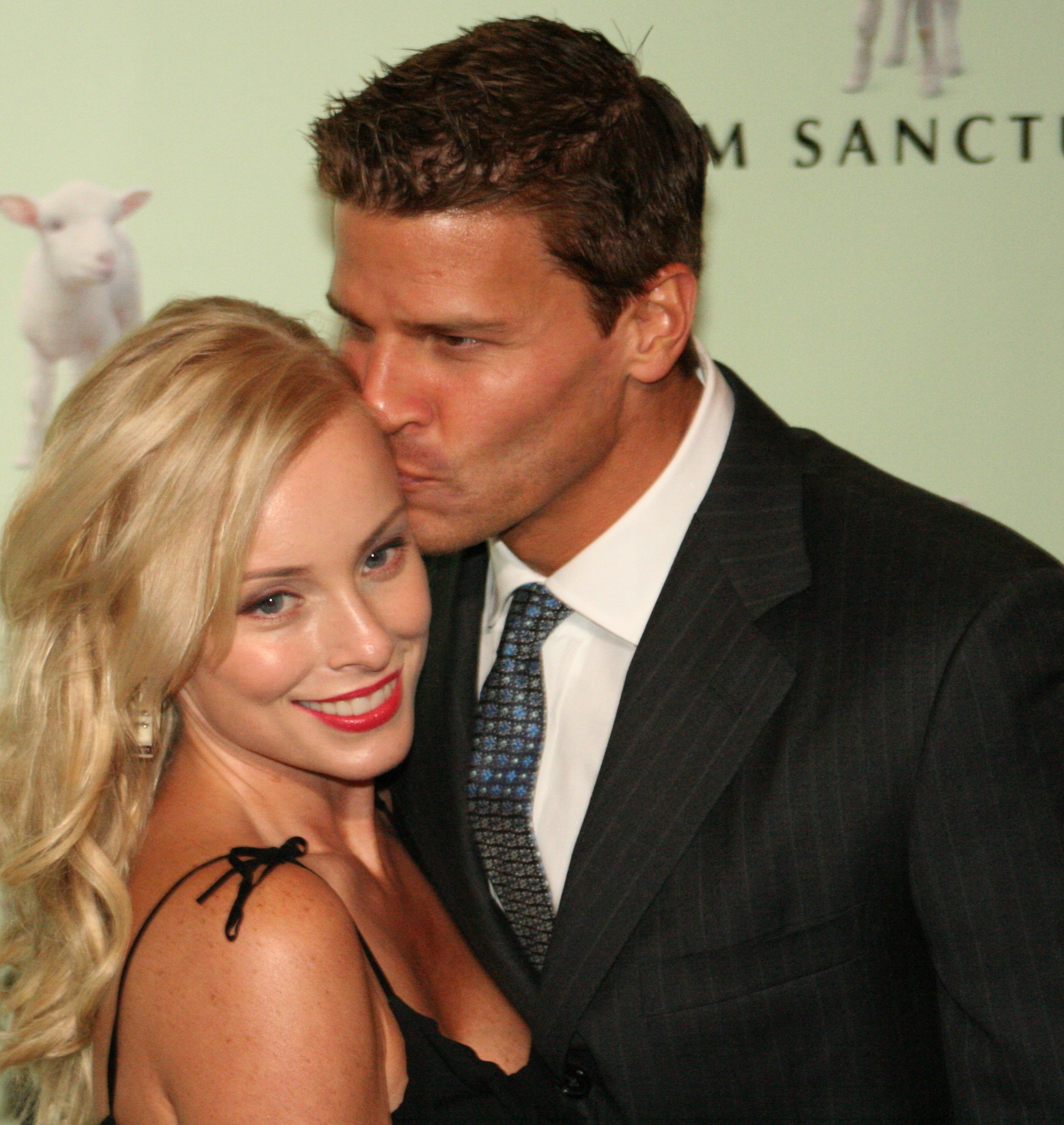
David com sua atual esposa Jaime Bergman, no ano 2006.

Em 2004, Boreanaz foi submetido a uma cirurgia reconstrutiva do LCA do joelho esquerdo, resultado de uma lesão que sofreu no colégio e não foi totalmente corrigida na época. A cirurgia não impediu a produção Angel de continuar, mas limitou a sua mobilidade e atividades físicas em vários episódios, incluindo a sua direção.

## Filmografia

### Televisão
| Ano       | Título                   | Papel           | Notas                                                      |
| --------- | ------------------------ | --------------- | ---------------------------------------------------------- |
| 2017-2024 | SEAL Team                | Jason Hayes     | Protagonista                                               |
| 2013      | Full Circle              | Jace Cooper     | Episódios 3-4-8, Temporada 1                               |
| 2012      | American Dad!            | Ele mesmo (voz) | Episódio 15, Temporada 7                                   |
| 2010      | Family Guy               | Ele mesmo (voz) | Episódio 7, Temporada 9                                    |
| 2005-2017 | Bones                    | Seeley Booth    | Elenco principal                                           |
| 2002      | Baby Blues               | Johnny          | Episódio 3, Temporada 2                                    |
| 1999-2004 | Angel                    | Angel           | Protagonista                                               |
| 1997-2003 | Buffy The Vampire Slayer | Angel           | Principal, Temporadas 1-2-3 / Recorrente, Temporadas 4-5-7 |
| 1993      | Married... with Children | Frank           | Episódio 21, Temporada 7                                   |

### Cinema
| Ano  | Título                           | Papel                              | Notas         |
| ---- | -------------------------------- | ---------------------------------- | ------------- |
| 2013 | Officer Down                     | Detetive Les Scanlon               |               |
| 2009 | The Mighty Macs                  | Ed T. Rush                         |               |
| 2008 | Justice League: The New Frontier | Hal Jordan (voz)                   | Animação      |
| 2007 | Suffering Man's Charity          | Sebastian St. Germain              |               |
| 2006 | Mr. Fix It                       | Lance Valenteen                    |               |
| 2006 | The Hard Easy                    | Roger Hargitay                     |               |
| 2005 | These Girls                      | Keith Clark                        |               |
| 2005 | The Crow: Wicked Prayer          | Luc Crash / Death / Satan          |               |
| 2002 | I'm with Lucy                    | Luke                               |               |
| 2001 | Valentine                        | Adam Carr                          |               |
| 1996 | The Macabre Pair of Shorts       | Vítima do Vampiro (segmento "MPS") |               |
| 1993 | Best of the Best II              | Figurante                          | Não creditado |
| 1993 | Aspen Extreme                    | Figurante                          | Não creditado |

### Videogames
| Ano  | Título                      | Papel                                  | Notas |
| ---- | --------------------------- | -------------------------------------- | ----- |
| 2013 | Kingdom Hearts HD 1.5 Remix | Squall Leonhart (gravações de arquivo) | Voz   |
| 2002 | Kingdom Hearts              | Leon                                   | Voz   |
| 2002 | Buffy the Vampire Slayer    | Angel                                  | Voz   |